# Cicely Tyson
Cicely Tyson (født 19. december 1924, død 28. januar 2021) var en amerikansk teater,- tv,- filmskuespiller og model. Hun blev Oscarnomineret for sin præstation i filmen Drømmen om et nyt liv og modtog i 2018 en Æres-Oscar for sit bidrag til den amerikanske filmindustri. Hun var i en periode gift med jazzmusikeren Miles Davis.

## Opvækst
Hun voksede op i Harlem-distriktet, hvor hendes dybt religiøse forældre var flyttet fra øen Nevis i Caribien. Hendes far stod for indkøbsvogne i en købmand i området og hendes mor arbejdede som tjenestepige. Efter et par år separerede hendes forældre og Cicely blev tvunget til at tjene nogle ekstra penge ved at sælge indkøbsposer i nabolaget. Efter eksamen fra gymnasiet arbejdede hun som sekretær ved det amerikanske Røde Kors-division. Tyson arbejdede sort som model, hvilket var økonomisk ganske indbringende.

## Karriere
Hun fik scendebut i en Harlem-opsætning af Dark of the Moon og fortsatte sin karriere i off-Broadway spil. Hun fik sin filmdebut i 1966 i A Man Called Adam og spillede derefter rollen som Portia i filmen Hjertet er en ensom vandrer  fra 1968, før hun fik sit store gennembrud i 1972 i filmen Drømmen om et nyt liv, som hun blev nomineret til en Oscar for bedste kvindelige hovedrolle for. Nogle af hendes mest berømte roller er som den 110-årige kvinde i tv-mini-serien The Autobiography of Miss Jane Pittman og i tv-serien Rødder. Hun medvirkede kun sporadisk i film, fordi hun ønskede roller som stærke, målbevidste sorte kvinder, som i Stegte grønne tomater og The Rosa Parks Story.
I 2016 tildelte præsident Barack Obama Tyson Presidential Medal of Freedom.
I 2018 modtog hun en Æres-Oscar for sine "uforglemmelige præstationer og personlig integritet der har inspireret generationer af filmskabere, skuespillere og publikum".

## Filmografi (udvalg)
- 1966 – A Man Called Adam
- 1972 – Drømmen om et nyt liv
- 1991 – Stegte grønne tomater
- 2011 – Niceville